# Maria Dąbrowska

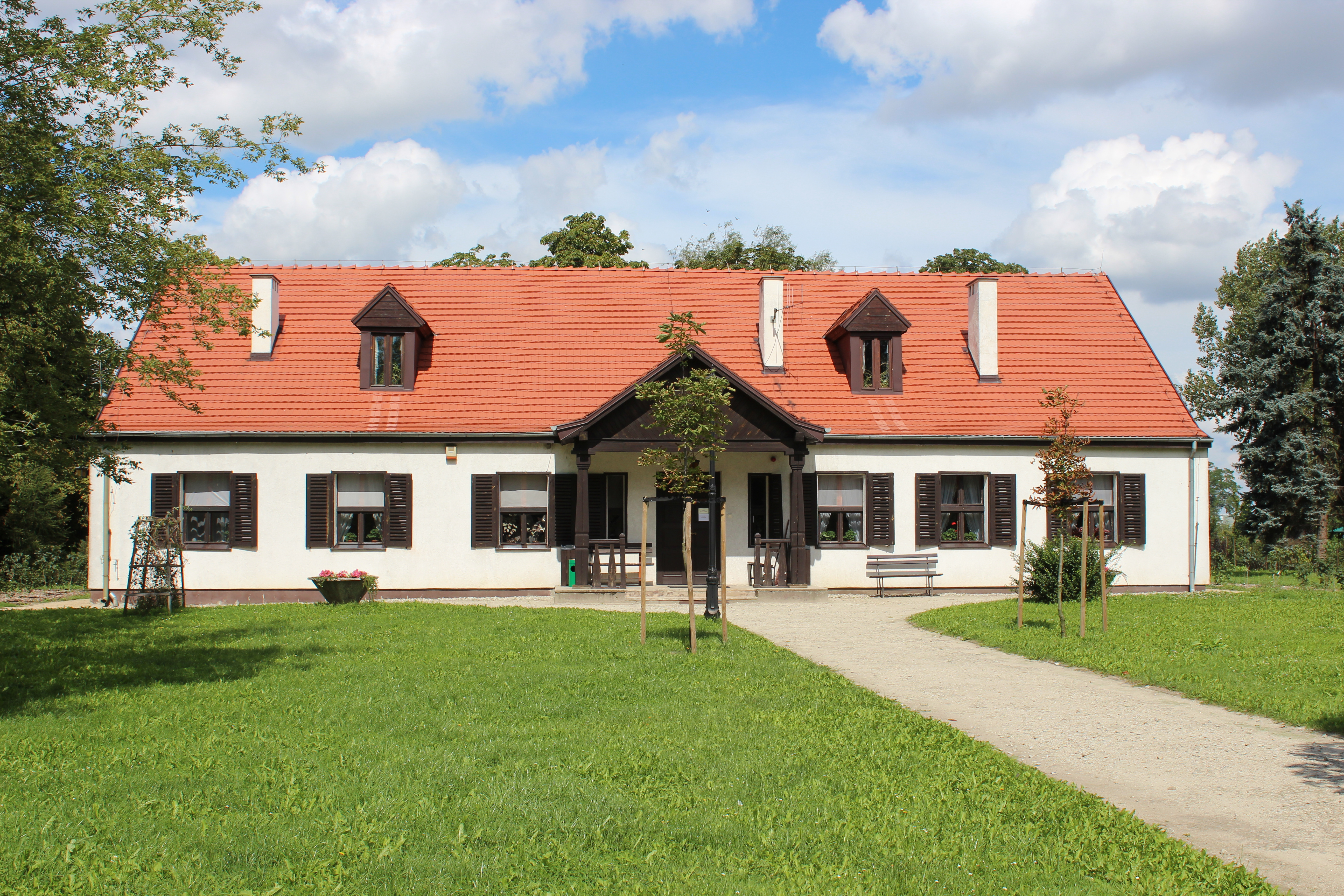
Dwór w Russowie, w którym wychowała się pisarka

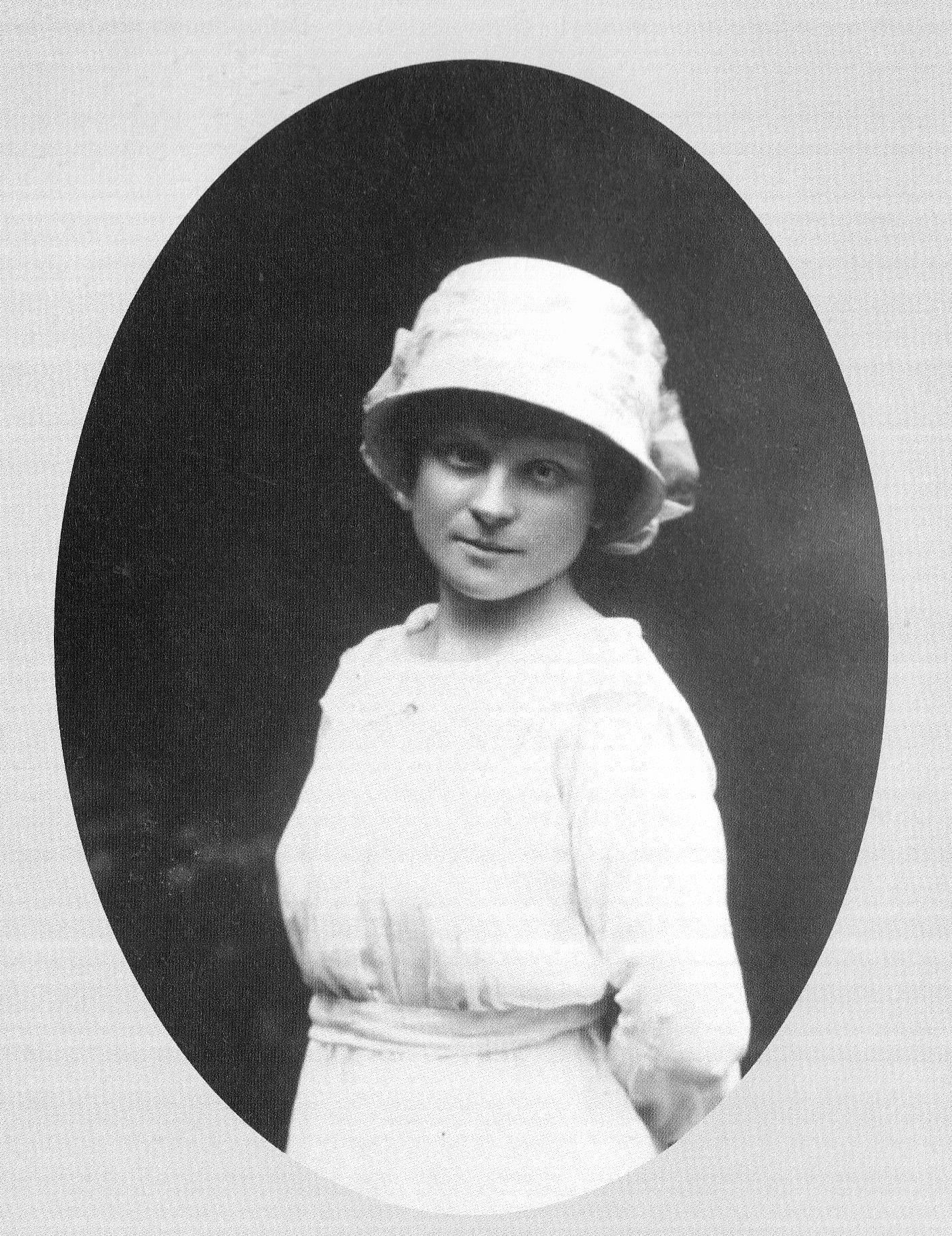
Maria Dąbrowska, ok. 1914

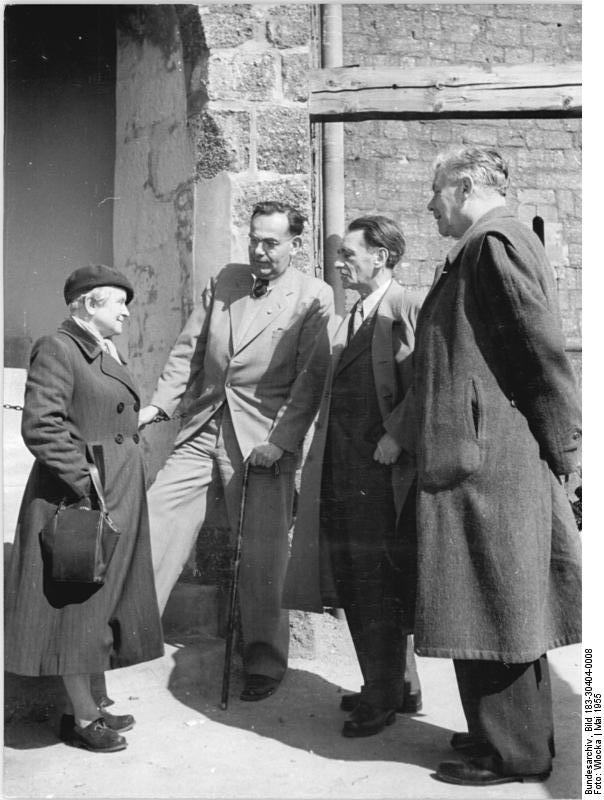
Maria Dąbrowska (z lewej) podczas Ogólnoniemieckiego Spotkania Poetów i Pisarzy w Eisenach (1955), obok Louis Fürnberg, Mieczysław Jastrun i Josef Sekera

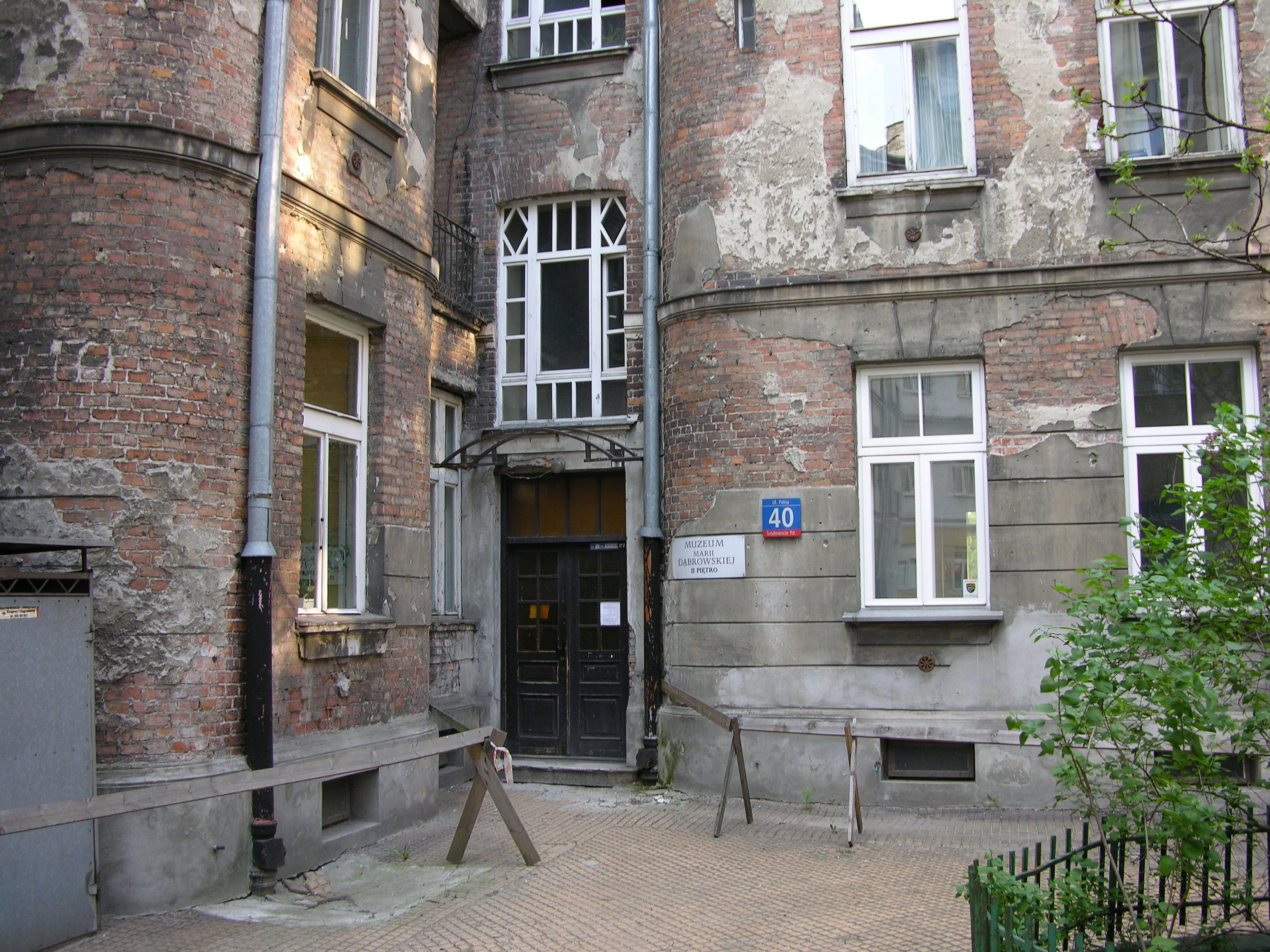
Wejście do Muzeum Marii Dąbrowskiej przy ul. Polnej 40 w Warszawie

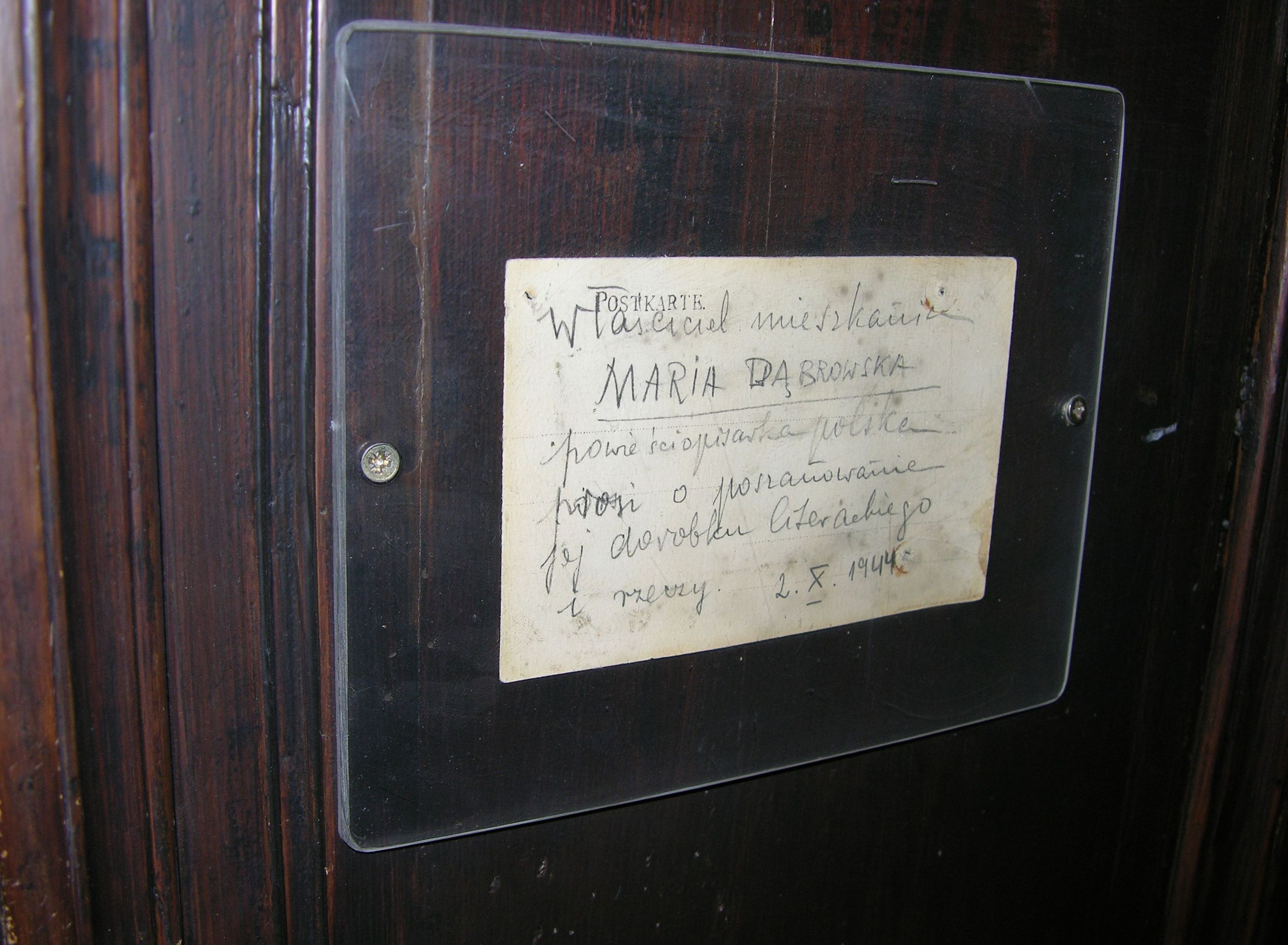
Kopia kartki pozostawionej przez pisarkę na drzwiach mieszkania 2 października 1944 umieszczona na drzwiach wejściowych Muzeum

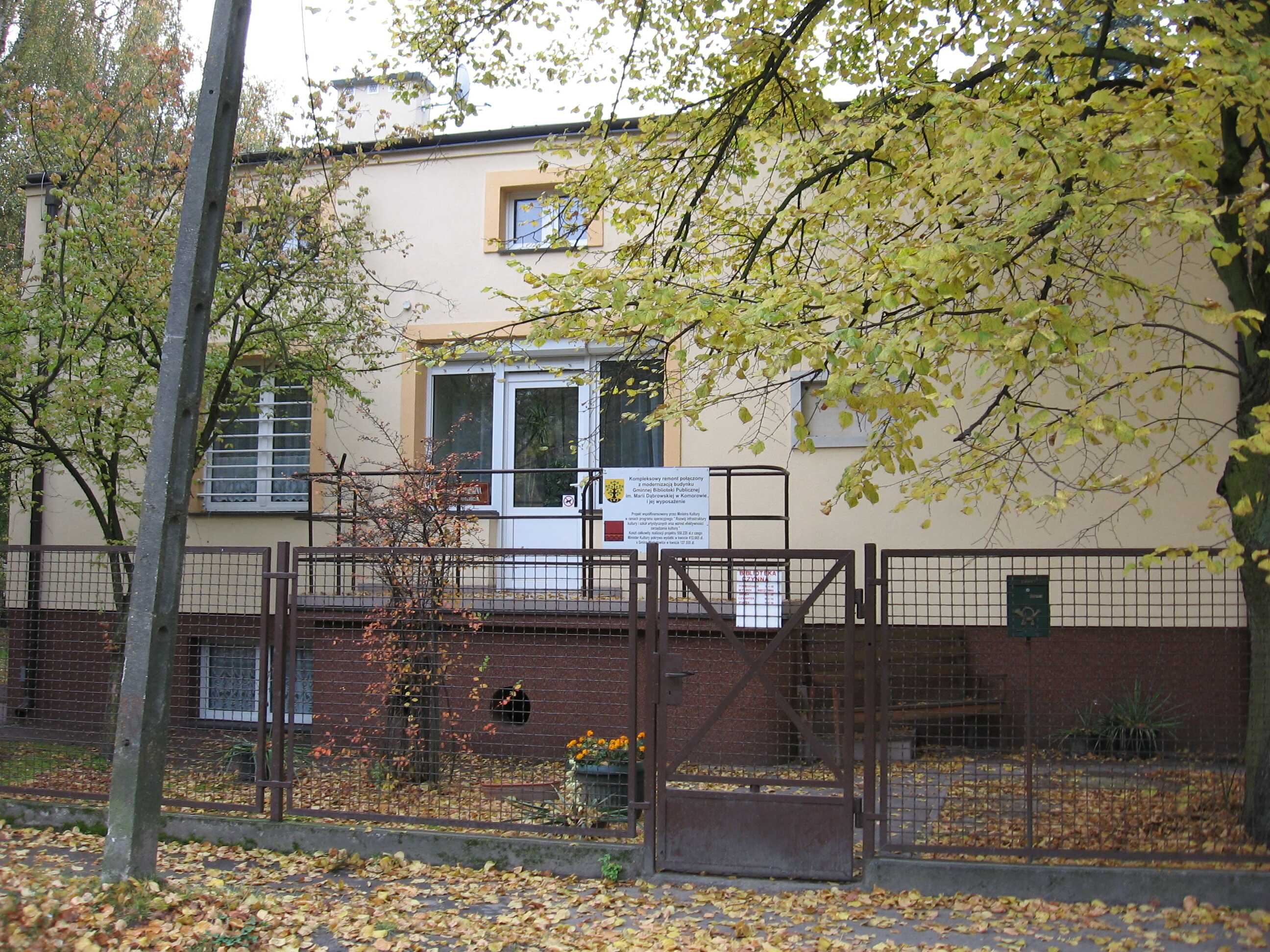
Dom Marii Dabrowskiej przy ul. Kraszewskiego 3 w Komorowie, przekształcony po jej śmierci w bibliotekę (2007)

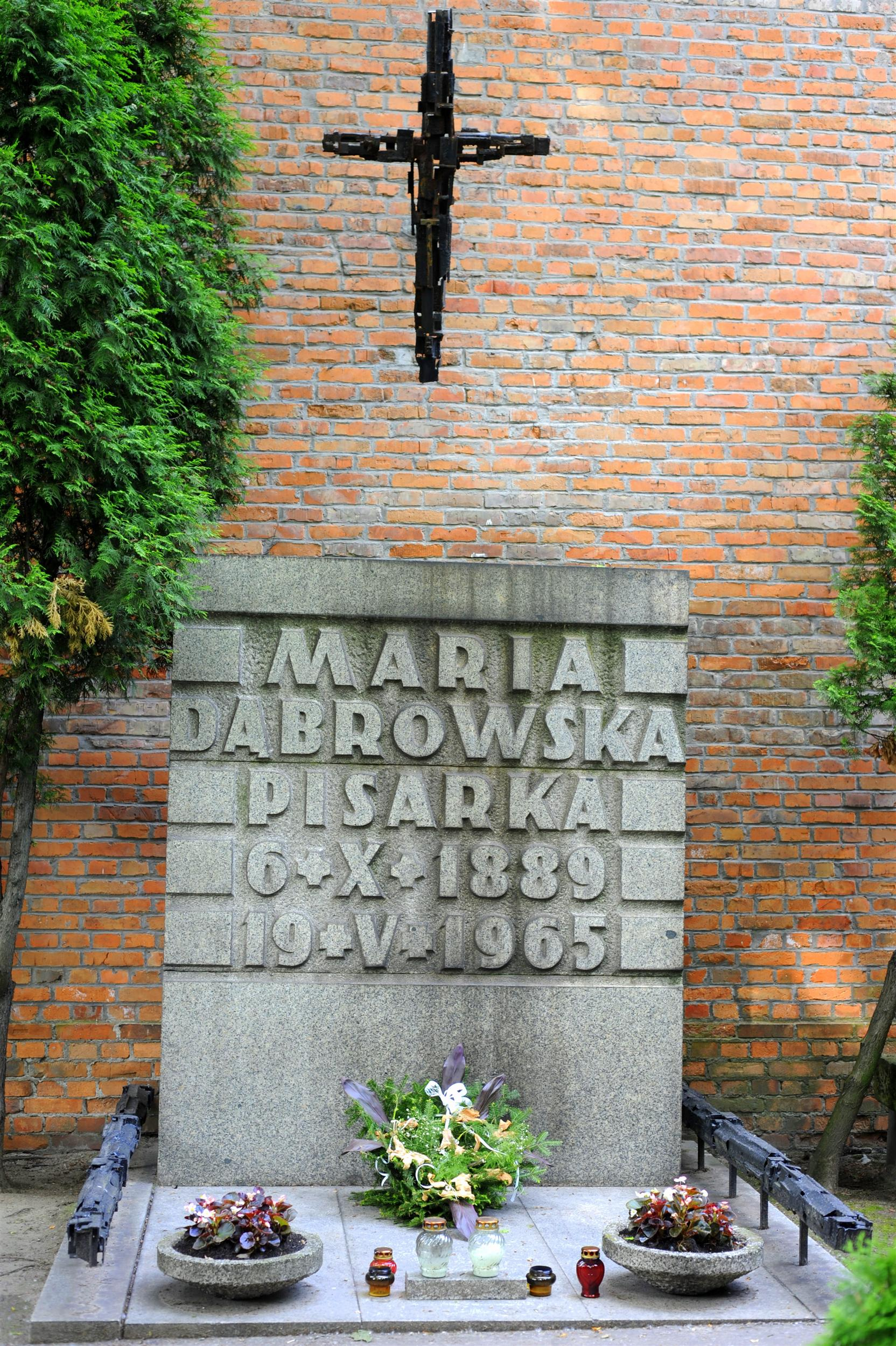
Grób Dąbrowskiej w alei zasłużonych na cmentarzu Powązkowskim w Warszawie

Maria Dąbrowska z domu Szumska (ur. 6 października 1889 w Russowie, zm. 19 maja 1965 w Warszawie) – polska powieściopisarka, eseistka, dramatopisarka, tłumaczka dzieł literatury duńskiej, angielskiej i rosyjskiej; jedna z najważniejszych polskich powieściopisarek XX wieku, autorka tetralogii powieściowej Noce i dnie (1931–1934), za którą była nominowana do Nagrody Nobla w dziedzinie literatury w 1939, 1957, 1959, 1960 i 1965.

## Życiorys
Maria Dąbrowska pochodziła ze zubożałej rodziny szlacheckiej o żywych tradycjach patriotycznych. Była córką Józefa Szumskiego (1844–1912), powstańca styczniowego, administratora majątków ziemskich, i Ludomiry z Gałczyńskich (1856–1927). W 1889 Szumscy przeprowadzili się z Rumoki do Russowa, gdzie Józef został administratorem majątku Hildegardy Mniewskiej i w którym urodziła się Maria. Jej bratem był m.in. Bogumił Szumski, pułkownik Wojska Polskiego. Wychowała się w dworze w Russowie (w którym od 1971 mieści się oddział literacki Muzeum Okręgowego Ziemi Kaliskiej w Kaliszu). W latach 1901–1904 uczyła się na pensji Heleny Semadeniowej w Kaliszu, przy ul. Babinej 2, zaś w latach 1906–1907 kontynuowała naukę w szkole Pauliny Hewelke (współcześnie IX Liceum Ogólnokształcące im. Klementyny Hoffmanowej), gdzie zdała maturę. W latach 1907–1914 studiowała na uniwersytetach w Szwajcarii (Lozanna) i Belgii (Bruksela) nauki przyrodnicze, ekonomię i socjologię. W czasie studiów zaangażowała się w działalność Stowarzyszenia Polskiego im. Joachima Lelewela, zorganizowanego w ramach Unii Stowarzyszeń Polskiej Młodzieży Niepodległościowej. W latach 1910–1911 była członkinią zarządu oddziału Polskiego Towarzystwa Krajoznawczego w Kaliszu.
W czasie studiów związała się z nurtami niepodległościowymi. Była zwolenniczką poglądów Edwarda Abramowskiego i jego idei spółdzielczości. Była członkinią Rady Ligi Kobiet Polskich Pogotowia Wojennego. W 1911 poślubiła Mariana Dąbrowskiego, działacza socjalistycznego poznanego za granicą, zaprzyjaźnionego z Józefem Piłsudskim. Ponieważ uważali swój związek za nowoczesny, nie rościli sobie prawa do wyłączności, w związku z czym w 1916 Dąbrowska nawiązała kilkumiesięczny romans z Henrykiem Szczyglińskim. Po śmierci męża (1925) towarzyszem życia Dąbrowskiej został na wiele lat, aż do swej śmierci w 1952, Stanisław Stempowski, dawny ziemianin, bibliotekarz, wolnomularz, z którym żyła w nieformalnym związku.
Przez pewien czas pracowała w Ministerstwie Rolnictwa i Reform Rolnych, jednocześnie angażując się w twórczość publicystyczną. Od 1917 mieszkała w trzypokojowym mieszkaniu nr 31 na drugim piętrze trzypiętrowej oficyny kamienicy przy ul. Polnej 40 (w 1984 otwarto tam Muzeum Marii Dąbrowskiej, oddział stołecznego Muzeum Literatury). Podczas okupacji niemieckiej przebywała głównie w Warszawie. 2 października 1944 wyszła z miasta wraz z ludnością cywilną i trafiła do obozu w Pruszkowie. Wróciła do Warszawy 3 lutego 1945. Pomimo umieszczonej na drzwiach kartki z prośbą o uszanowanie jej dorobku literackiego jej mieszkanie zostało splądrowane.
Po śmierci Stempowskiego (1952) zamieszkała w 1954 w al. Niepodległości 163 m. 8 razem z poznaną podczas wojny pisarką, mieszkającą od 1945 we Wrocławiu, Anną Kowalską (w latach wojny połączyło je głębokie uczucie). W 1958 była członkinią Ogólnopolskiego Komitetu Frontu Jedności Narodu.
W ostatnich latach życia mieszkała we własnym domu w Komorowie pod Warszawą (świadectwo o tym okresie życia pisarki dała po latach jej ówczesna gosposia, Melania Andruszkiewicz), gdzie od 1966 znajduje się biblioteka jej imienia.
W swych Dziennikach pod datą 17 października 1956 zapisała: Pojechałyśmy z Anną i p. Hanią wedle umowy do owego biura pośredniczącego w handlu nieruchomościami, a ogłaszającego w „Życiu Warszawy” willę w Komorowie, która wydała się nam warta obejrzenia. (...) Mam obrzydzenie do siebie samej, że wdaję się w te rzeczy, do czego zmusza mnie obecna modła płacenia honorariów od razu całą globalną sumą. (...) Wobec grożącej inflacji, o której publicznie się mówi, skazana jestem albo na stratę tych pieniędzy (jak straciłam niemal wszystko w roku 1950), albo na kupno czegoś, co nie straci na wartości. Natomiast pod datą 16 listopada 1956 zanotowała: Rano Anna jedzie do Komorowa, by zobaczyć ową jakąś 'willę' do kupienia. (...) Jest rzeczywiście zakrojona na luksusowe wyposażenie, ale w surowym stanie, dalekim od wykończenia, tylko hall i jeden pokój są z grubsza otynkowane. Annie właściwie spodobał się sam Komorów i piwnice owego domu, ale mówi nie bez lekkiej pogardy na mnie patrząc, że ona kupiłaby to natychmiast z zamkniętymi oczyma. Więc tak będę musiała pewno zrobić, a czy doczekam wykończenia owej willi, to się jeszcze pokaże. Pod datą 9 grudnia 1958 zanotowała: Komorowska Rada Gromadzka nie chce mnie meldować nawet okresowo, żąda wymeldowania z Warszawy, grozi kwaterunkiem, wrzeszczy (przewodniczący do panny Hani), że ja w ogóle nie mam prawa do przydziału opałowego. Słowem – klops, klops, klops.
Zmarła wieczorem 19 maja 1965 w lecznicy przy ul. Emilii Plater 18 w Warszawie. Trumnę ze zwłokami wystawiono w Sali Kolumnowej pałacu Prymasowskiego (przedwojennej siedzibie Ministerstwa Rolnictwa i Reform Rolnych). W testamencie poprosiła o katolicki pogrzeb oraz pochowanie razem z matką i poległą w powstaniu warszawskim siostrą. Jej druga prośba nie została spełniona. 22 maja 1965, po mszy żałobnej w katedrze św. Jana Chrzciciela, spoczęła na cmentarzu Powązkowskim, w alei zasłużonych (rząd 1, miejsce 139,140,141). Przemówienia nad grobem pisarki wygłosili minister kultury i sztuki Lucjan Motyka, prof. dr Jan Zygmunt Jakubowski oraz Andrzej Kijowski, który wypowiedział na tym pogrzebie wielokroć potem cytowane zdanie: Pisarz umarł, a więc żyć zaczyna.

## Poglądy
Miała poglądy lewicowe, popierała ruch spółdzielczy (oraz idee spółdzielczości jako pośredniej formy własności), oraz była tolerancyjna wobec homoseksualności (np. uwagi w Dzienniku o homoseksualności: taka sama miłość jak inne) i różnorodności społeczeństwa. Po 1956 przeszła do wewnętrznej opozycji, dając prywatnie na kartach Dziennika świadectwo sympatii dla wybitnych pisarzy osiadłych na emigracji oraz ich dzieł, jak Witold Gombrowicz (i jego Dziennik) i Czesław Miłosz (i tom esejów Rodzinna Europa). Partnerem intelektualnym Dąbrowskiej po wojnie był osiadły na emigracji w Szwajcarii syn Stanisława, pisarz Jerzy Stempowski, z którym korespondowała. W końcowym okresie życia pisarka protestowała przeciw antyinteligenckiej polityce rządu komunistycznego, była jednym z sygnatariuszy Listu 34 (relację o tych działaniach Dąbrowskiej, w tym o jej wystąpieniu na zebraniu Związku Literatów Polskich w czerwcu 1964, dał w Dzienniku Andrzej Kijowski). Odwiedziła też pod Paryżem Jerzego Giedroycia i redakcję „Kultury”. W tym czasie zafascynowała się papieżem Janem XXIII, o czym pisała w Dzienniku. W testamencie poprosiła o pogrzeb katolicki.
Pośród jej przyjaciół byli poetka Kazimiera Iłłakowiczówna, poeta Mieczysław Jastrun (portretujący ją w swym Dzienniku), pisarze Jerzy Andrzejewski (wspominający ją w tomie Z dnia na dzień), Jarosław Iwaszkiewicz, Melchior Wańkowicz, Jerzy Zawieyski i Wojciech Żukrowski, aktorka Elżbieta Barszczewska oraz malarz i polityk Henryk Józewski, a także Zofia Nałkowska, Antoni Słonimski (Alfabet wspomnień) i Ryszard Matuszewski (Alfabet. Wybór z pamięci 90-latka).

## Twórczość
Maria Dąbrowska początkowo poświęcała się publicystyce, od której przeszła do literatury pięknej, dając w niej studia psychologiczne o ludziach, często z nizin, wysnute z własnej obserwacji. Oddzielnie wydała: Wspomnienia dzieciństwa, Celowała zwłaszcza w narracji epickiej i analizie psychiki kobiecej oraz w opisach środowiska średniej inteligencji polskiej. Pozostawiła nadto prace przekładowe, artykuły z zakresu spółdzielczości, książki dla młodzieży, artykuły krytyczne w czasopismach (m.in. w „Wiadomościach Literackich”).
Prozę artystyczną Dąbrowskiej otwiera zbiór opowiadań Gałąź czereśni (1921). Zapowiedź późniejszego stylu dał autobiograficzny tom Uśmiech dzieciństwa (1923). Prócz tonacji osobistej wyraźny jest tu temat społeczny. Wyróżnia się kolejny, zawierający refleksje o godności ludzkiej i wątki erotyczne, tom opowiadań Ludzie stamtąd (1926), doceniony wówczas, m.in. przez Jarosława Iwaszkiewicza (w entuzjastycznej recenzji w „Wiadomościach Literackich”). Obok portretu kobiety namiętnej i studium mocy seksualności (Łucja z Pokucic) zawarła tam studium człowieka samotnego i cierpiącego, ale świadomego swej ludzkiej godności (Noc ponad światem).
Arcydziełem Marii Dąbrowskiej jest tetralogia powieściowa Noce i dnie (1932–1934), która obejmuje cztery tomy: I Bogumił i Barbara (1932), II Wieczne zmartwienie (1932), III Miłość (1933), IV Wiatr w oczy (1934). Nawiązując swym tworzywem do tradycji epiki (od Homera po realizm XIX wieku), Dąbrowska przedstawia tam dzieje kilku pokoleń rodziny szlacheckiej na przełomie XIX i XX wieku. Noce i dnie to zakrojona kronika polskiej inteligencji, także wnikliwe studium psychologiczne głównych bohaterów, małżeństwa Niechciców – Bogumiła i Barbary. Powieść ma cechy autobiograficzne. Powieściowy Kaliniec to odwzorowany Kalisz. Zasadniczy wątek fabularny, jak i rys psychologiczny bohaterów Dąbrowska stworzyła w miejscowości Płonne k. Radomina. Bogumił i Barbara, główni bohaterowie powieści, wzorowani byli na administratorach majątku w Płonnem (żona administratora, Helena Hepke, była siostrą Dąbrowskiej; błędną jest informacja, jakoby postacie Bogumiła i Barbary były wzorowane na rodzicach pisarki). Obecnie w Szkole Podstawowej w Płonnem znajduje się sala pamięci poświęcona Marii Dąbrowskiej. Wątek Agnieszki Niechcicówny i działacza socjalistycznego Marcina Śniadowskiego (tak został sportretowany Marian Dąbrowski, zmarły mąż autorki powieści) to studium fascynacji miłosnej, w tym erotycznej, poprzez zamieszczoną tam korespondencję młodych. Noce i dnie to także swoista powieść metafizyczna o porządku bytu, tajemnicy istnienia, która ujawnia się mimo zwątpień i cierpień. Świetność powieści podkreślali m.in. poeta Julian Przyboś (Czytając Mickiewicza) i filozof Władysław Tatarkiewicz (we Wspomnieniach).
Wstępną wersję Nocy i dni Dąbrowska opublikowała jako Domowe progi.
Nowela Ksiądz Filip to studium kapłana, dla którego celibat jest normą przeciwną życiu. Z kolei Panna Winczewska to budowany techniką groteski portret starzejącej się, a infantylnej, bibliotekarki.
Do idei Nocy i dni nawiązuje późniejsza, blisko kilkadziesiąt lat pisana i nieukończona powieść, wydana pośmiertnie jako Przygody człowieka myślącego (1970; oprac. Ewa Korzeniewska), choć pisarka (o czym świadczą zapiski w Dzienniku) zamierzała ostatecznie dać jej tytuł Kompozycja istnienia. W zamyśle Dąbrowskiej miały to być dalsze dzieje inteligencji polskiej jako warstwy społecznej: w dwudziestoleciu międzywojennym (1918–1939) i podczas II wojny światowej. W drugiej powieści wyróżnia się rozdział Dokonało się!, który z pozycji świadka przedstawia powstanie warszawskie (1944). Wśród materiałów do drugiej powieści ukończony został zespół opowiadań, który Dąbrowska zamierzała wydać jako tom A teraz wypijmy..., a które ukazały się po śmierci pisarki (1981; oprac. Tadeusz Drewnowski).
Po wojnie pisała opowiadania (np. opowiadanie Na wsi wesele, które Jerzy Stempowski w liście do pisarki przyrównał do obrazów Bruegla). Inne utwory powojenne ukazały się w wersji książkowej pośmiertnie (Opowiadania, 1967, oprac. Ewa Korzeniewska), np. studium psychologiczne starzejącej się, osamotnionej aktorki Klara i Angelika (będące zamaskowanym autoportretem).
Publikowała między innymi na łamach tygodnika „Bluszcz”, a także w słynnych w dwudziestoleciu międzywojennym „Wiadomościach Literackich”.
Ważne miejsce w dorobku Dąbrowskiej zajęły także eseje literackie i opublikowane pośmiertnie Dzienniki. Dwutomowe Pisma rozproszone (1964) gromadzą wcześniej drukowane osobno w czasopismach – autokomentarze (w tym do Nocy i dni), wspomnienia i szkice krytyczne, w tym esej o Stanisławie Przybyszewskim Piewca niedojrzałości duchowej. Inny charakter ma tom esejów Szkice o Conradzie, 1959), zawierający m.in. rozważania o tragizmie w twórczości autora Nostromo.
Dzienniki, prowadzone od roku 1914 do śmierci dają autoportret pisarki (także studium jej życia intymnego) i panoramę epicką swego czasu. Bogate treściowo są zwłaszcza zapisy z lat stalinowskich (np. świetny opis przyjęcia u prezydenta Bieruta) i ostatniego okresu życia (np. o niedługo przed śmiercią obejrzanym filmie Michelangelo Antonioniego Czerwona pustynia). Ważne miejsce w Dziennikach zajmują zapisy snów. Liczne są tam też obserwacje literackie (np. na temat Goethego, Tomasza Manna, Marka Hłaski) i autokomentarze do własnego dzieła (np. o postaci Barbary Niechcicowej).
Miejsce drugoplanowe w dorobku Dąbrowskiej zajmują dramaty Stanisław i Bogumił oraz Geniusz sierocy, skupione wokół dyskutowanych kart historii Polski (jak konflikt biskupa krakowskiego św. Stanisława i króla Bolesława Śmiałego).
Korespondencja pisarki (m.in. z Jerzym Stempowskim) pozostaje rozproszona. Sensacyjna okazała się edycja listów miłosnych jej i Mariana Dąbrowskiego (2005).
Przełożyła z języka angielskiego Dziennik Samuela Pepysa z epoki baroku oraz z rosyjskiego opowiadania Antoniego Czechowa. Dała też przekład Nielsa Lyhne Jacobsena.
Była uzdolniona plastycznie. Pozostawiła malowane przez siebie obrazy (akwarele): pejzaże i martwe natury.

### Twórczość (wybór)
- Dzieci ojczyzny (1918; opowiadania)
- Gałąź czereśni (1922; opowiadania)
- Uśmiech dzieciństwa (1923; opowiadania)
- Dzikie ziele (1925-1929; opowiadania)
- Ludzie stamtąd (1926; opowiadania)
- Marcin Kozera (1927; opowiadania)
- Wilczęta z czarnego podwórza (1927; opowiadanie)
- Noce i dnie (1932-1934; powieść, na jej podstawie powstał film fabularny i serial telewizyjny w reżyserii Jerzego Antczaka (1975); Państwowa Nagroda Literacka 1933[31])
- Znaki życia (1938; opowiadania)
- Gwiazda zaranna (1955; opowiadania, w tym Pielgrzymka do Warszawy)
- Szkice o Conradzie (1959; eseje)
- Dramaty (wyd. książkowe 1959)
- nieukończona druga powieść Kompozycja istnienia; wydania po śmierci pisarki – edycja A: Przygody człowieka myślącego (Oprac. Ewa Korzeniewska. Warszawa 1970; rekonstrukcja układu fabularnego powieści, przy jednakowym potraktowaniu przez edytorkę rozdziałów ukończonych i rozdziałów w postaci brulionu; zachowany tytuł z cząstkowego pierwodruku czasopiśmiennego, choć zapis w Dziennikach świadczy, że finalnie tytuł miał brzmieć: Kompozycja istnienia); edycja B: A teraz wypijmy... (Oprac. Tadeusz Drewnowski. Warszawa 1981; opowiadania, ukończone, wydobyte z rękopisu powieści, wydane zgodnie z koncepcją pisarki z lat 50., aby zamiast powstającej z trudem drugiej powieści wydać część gotowych już rozdziałów jako tom opowiadań)
- Dzienniki (powst. 1914-1965; wyd. od 1988; w roku 2009 ukazało się pełne wydanie w 13 tomach).
- korespondencja: Ich noce i dnie. Korespondencja Marii i Mariana Dąbrowskich 1909-1925. Oprac. Ewa Głębicka. Warszawa 2005
- publicystyka: Pisma rozproszone. Kraków 1964, tomy I-II
- reprodukcje akwareli, wydane jako pocztówki przez Muzeum Literatury im. Adama Mickiewicza w Warszawie

### Najważniejsze opracowania
- Księga kaliska. W stulecie urodzin Marii Dąbrowskiej. Red.: Tadeusz Drewnowski i in. Kalisz 1996
- Pięćdziesiąt lat twórczości Marii Dąbrowskiej. Red.: Ewa Korzeniewska. Warszawa 1963
- Grażyna Borkowska: Maria Dąbrowska i Stanisław Stempowski. Warszawa 1999
- Tadeusz Drewnowski: Rzecz russowska. O pisarstwie Marii Dąbrowskiej. Warszawa 1981 i wyd. nast.
- Danuta Kelch: Wspomnienia siostrzenicy Marii Dąbrowskiej. Kalisz 2002 – książeczka bezcenna jako źródło biograficzne
- Andrzej Kijowski: Maria Dąbrowska. Warszawa 1964 – książka wydana jeszcze za życia pisarki i budząca jej sprzeciw (czego ślad w dzienniku), jednak ważna jako próba całościowej interpretacji
- Maria Knothe: „Opowiadania” Marii Dąbrowskiej. Warszawa 1980
- Zdzisław Libera: Maria Dąbrowska. Warszawa 1964 i wyd. nast.
- Ewa Nawrocka: Osoba w podróży. Podróże Marii Dąbrowskiej. Gdańsk 2002
- Edward Polanowski: Maria Dąbrowska w Russowie i o Russowie. Kalisz 1976
- Mariola Pryzwan: Wypisałam całą siebie. Maria Dąbrowska we wspomnieniach i listach. Warszawa 2006 – zbiór wspomnień, m.in. gosposi pisarki Melanii Andruszkiewicz
- Agnieszka Raszewska-Klimas: Funkcja nazw własnych w twórczości Marii Dąbrowskiej. Piotrków Trybunalski 2002
- Halina Sutarzewicz: Asnyk, Konopnicka i Dąbrowska w Kaliszu. Warszawa 1977
- Janina Wojciechowska: Maria Dąbrowska – jej związki ze spółdzielczością. Warszawa 1984
- Krzysztof Tomasik: Homobiografie. Warszawa 2008
- Ewa Głębicka: Dąbrowska (nie)znana. Szkice. Warszawa 2016.

## Ekranizacje

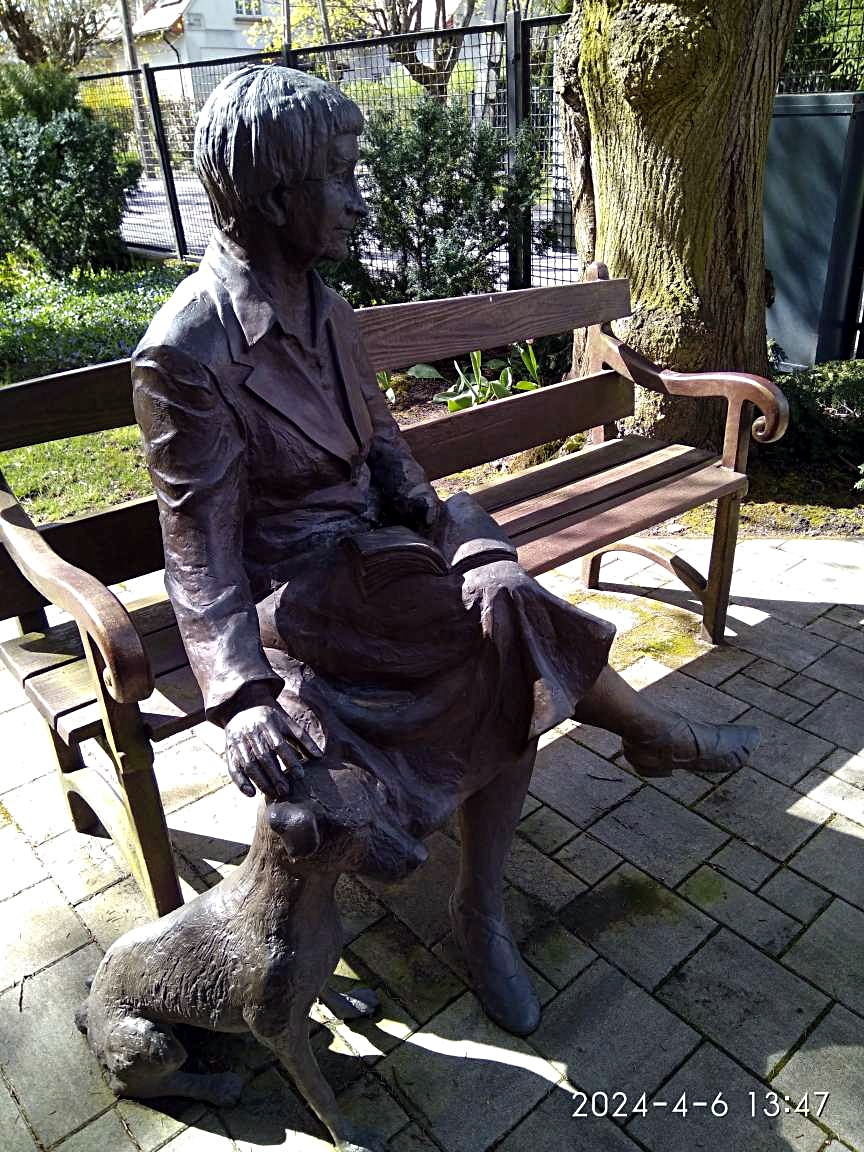
Figura Marii Dąbrowskiej na ławeczce przed jej dawnym domem w Komorowie

## Ordery i odznaczenia
- Order Sztandaru Pracy I klasy (1959)[32]
- Krzyż Komandorski z Gwiazdą Orderu Odrodzenia Polski (15 lipca 1954)[33]
- Krzyż Niepodległości (16 marca 1933)[34]
- Krzyż Oficerski Orderu Odrodzenia Polski (1 października 1952)[35]
- Złoty Krzyż Zasługi (trzykrotnie: 11 listopada 1934[36], 15 czerwca 1946[37], 17 września 1946[38])
- Złoty Wawrzyn Akademicki (5 listopada 1935)[39]
- Medal 10-lecia Polski Ludowej (19 stycznia 1955)[40]

## Nagrody i wyróżnienia
- Nagroda Państwowa I stopnia za całość twórczości literackiej (1955)[41][42]
- Tytuł doktora honoris causa Uniwersytetu Warszawskiego (1957)[43]
- Honorowe obywatelstwo miasta Kalisza (1960)

## Upamiętnienie
Jest patronką ławeczki w parku Ratuszowym w Krakowie, w dzielnicy XVIII Nowa Huta. Jest także patronką Zespołu Szkół Ekonomicznych w Międzyrzecu Podlaskim, III LO w Płocku, Szkoły Podstawowej nr 22 w Olsztynie, Szkoły Podstawowej nr 1 w Jaworzu, Szkoły Podstawowej nr 152 w Warszawie, XI Liceum Ogólnokształcącego im. Marii Dąbrowskiej w Krakowie i Liceum Ogólnokształcącego w Żurominie.